# Stylaster californicus
Stylaster californicus är en nässeldjursart som först beskrevs av Addison Emery Verrill 1866.  Stylaster californicus ingår i släktet Stylaster och familjen Stylasteridae. Inga underarter finns listade i Catalogue of Life.